# Isaj Sapir
Isaj Dawidowicz Sapir (ros. Исай Давидович Сапир, ur. w sierpniu 1897 w Wiłkomierzu, zm. 18 września 1976) – rosyjski lekarz psychiatra i neurolog.
Ukończył studia na wydziale medycznym Uniwersytetu Moskiewskiego w 1921. Następnie praktykował jako ordynator i asystent w klinice chorób nerwowych u Rossolimo (do 1928), a następnie u Seppa (do 1932). Specjalizował się w neuropatologii w Berlinie w Instytucie Oskara Vogta (od sierpnia do grudnia 1925), a później był jednym z pierwszych asystentów w moskiewskim Institucie Mozga. Aresztowany 9 lipca 1938 pod zarzutem agitacji antysowieckiej i działalności kontrrewolucyjnej. Skazany na 5 lat łagru w Jakuckiej ASRR. Od 1945 do 1950 roku profesor neurologii Akademii Medycznej w Krasnojarsku. W 1956 roku rehabilitowany. Zmarł 18 września 1976.

## Wybrane prace
- Фрейдизм и его марксистская оценка. Молодая гвардия 1, с. 113-131 (1925)
- Фрейдизм и марксизм. Под знаменем марксизма 11, c. 57-87 (1926)
- Фрейдизм и марксизм. Медицина и диалектический материализм 2, с. 49-82 (1927)
- Die Neurodynamik des Sprachapparates bei Aphasikern. J. Psychol. Neur. 38, ss. 91-116 (1929)
- Zur individuellen Architektonik der Grosshirnrinde des Menschen. J. Psychol. Neur. 39, ss. 390-428 (1929)
- Фрейдизм, социология, психология (По поводу статьи В.Рейха "Диалектический материализм и психоанализ"). Под знаменем марксизма 7-8, с. 207-236 (1929)
- Афазія, мовлення, мислення. Невропатология и психиатрия 3, 1934
- Сборник научных работ Якутск, республиканской больницы. Якутск, 1943